# Hydriomena cydra
Hydriomena cydra är en fjärilsart som beskrevs av Druce 1893. Hydriomena cydra ingår i släktet Hydriomena och familjen mätare. Inga underarter finns listade i Catalogue of Life.